# Fits Ya Good
Fits Ya Good è un singolo del cantante canadese Bryan Adams, pubblicato nel 1982 come estratto dal secondo album in studio You Want It You Got It. La canzone è stata scritta da Adams e Jim Vallance nell'aprile del 1980.
Il singolo ha raggiunto la posizione numero 15 della Billboard Top Tracks Chart nel 1982.
Nel 1997 è stato interpretato, in versione acustica, per l'album live MTV Unplugged.

## Formazione
- Bryan Adams – chitarra ritmica, voce
- Jamie Glaser – chitarra solista
- Mickey Curry – batteria
- Brian Stanley – basso
- Tommy Mandel – tastiere

### Formazione "Bryan Adams Unplugged" (1997)
- Bryan Adams – chitarra ritmica, voce
- Keith Scott – chitarra ritmica, chitarra solista
- Tommy Mandel – tastiere, organo Hammond
- Patrick Leonard – pianoforte
- Dave Taylor – basso
- Mickey Curry – batteria

## Classifiche
| Classifica (1982)             | Posizione massima |
| ----------------------------- | ----------------- |
| Stati Uniti (mainstream rock) | 15                |